# 1006
Cette page concerne l'année 1006  du calendrier julien. Pour l'année 1006 av. J.-C., voir 1006 av. J.-C.
L'année 1006 est une année commune qui commence un mardi.

## Événements
- Mars - avril : le sultan ghaznévide Mahmud de Ghazni quitte Ghazni pour réprimer la révolte du Pendjab. Il passe l'Indus près de Peshawar et bat les armées du râja Shahiya Ânandapâla. Il prend Multân, met la ville à sac et détruit sa mosquée au nom du combat contre l'hérésie ismaélienne[1].
- 30 avril : une supernova est observée dans la constellation du Loup (SN 1006)[2] (voir la mention de son observation à l'Abbaye de St-Gall).
- Juillet : Sven à la Barbe fourchue revient en Angleterre. Le roi Æthelred le Malavisé lui verse encore 36 000 livres de danegeld en 1007[3].
- 31 août[4] : la révolte d'Abu Rakwa, prétendant ommeyade qui menace Le Caire à la tête d'une armée composée de berbères et de Banu Qurra (Hilaliens) recrutés à Barqa (Libye), est repoussée par des mercenaires nubiens enrôlés par les Fatimides d'Égypte. Abu Rakwa se réfugie en Nubie mais est livré aux Fatimides et exécuté au Caire en 1007[5].
- Été : entrevue entre le roi des Francs Robert et le roi de Germanie Henri II sur la Meuse, à la frontière entre les deux royaumes[6].
- Septembre : le roi Robert et Henri II de Germanie assiègent Valenciennes[6]. Ils ne parviennent pas reprendre la ville à Baudouin IV de Flandre.
- 16 octobre : incendie de l’église Saint-Philibert de Tournus[7].

- Le Qarakhanide Ahmad Arslan Khan envahit le Khorassan où il pille Balkh et Nichapur. Mahmud de Ghazni doit abandonner sa campagne en Inde pour se tourner contre lui (1008)[8].
- La pierre de Calcutta (conservée au musée indien de Calcutta), qui porte une inscription et une date correspondant à 1041 apr. J.-C., trouvée à Java oriental en Indonésie, mentionne une grande catastrophe (mahapralaya) qui serait survenue dans la région en l'an 928 de l'ère Saka, c'est-à-dire en 1006 de notre ère, et pourrait désigner une éruption du Merapi[9].
- Nouveau traité de commerce entre Kiev et les Bulgares de la Volga[10].
- Le roi de Germanie, le futur Empereur Henri II le Saint et sa femme Cunégonde interdisent les derniers marchés d’esclaves à Mecklembourg, ce qui conduit à la disparition de l’esclavage en Germanie[11].